# Cobaltita
La cobaltita es un mineral sulfuroso compuesto por cobalto, arsénico y azufre. Contiene hasta un 10% de hierro y cantidades variables de níquel. Estructuralmente se asemeja a la pirita (FeS2), con uno de los átomos de azufre sustituido por un átomo de arsénico. 
A pesar de su escasez, el mineral es procesado como una fuente significativa de cobalto; un mineral de importancia estratégica. Es común que presente incrustaciones secundarias de eritrina (arseniato de cobalto hidratado), producto de la meteorización
Por su brillo de cobalto el mineral era conocida por los mineros de la Edad Media y el nombre viene del alemán, Kobold, "espíritus del interior de la tierra", en alusión a la resistencia de los minerales de cobalto para fundirse adecuadamente. Fue analizado cuantitativamente por vez primera en 1795 por Martin Heinrich Klaproth y luego descrito por vez primera en 1832 por François Sulpice Beudant.
Aparece en depósitos hidrotermales de alta temperatura, y en rocas metamórficas. Se produce en asociación con la magnetita, esfalerita, calcopirita, escuterudita, allanita, zoisita, escapolita, titanita y calcita, junto con muchos otros sulfuros y arseniuros Co–Ni. Fue descrita ya en 1832, y su localidad tipo es Cobalt, Ontario.
Se encuentra principalmente en: Suecia, Noruega, Alemania, Inglaterra, Canadá, Australia, República Democrática del Congo y Marruecos.